# Seligenstadt
Seligenstadt is een plaats in de Duitse deelstaat Hessen, gelegen in de Landkreis Offenbach. De stad telt 21.226 inwoners.

## Geschiedenis
In de stad bevindt zich de oude Basiliek van Sint-Marcellinus en Petrus.
Seligenstadt is de geboortestad van de schilder Hans Memling (1433 -1494).

## Geografie
Seligenstadt heeft een oppervlakte van 30,84 km² en ligt in het centrum van Duitsland, iets ten westen van het geografisch middelpunt.

## Geboren
- Hans Memling (1430/1440-1494), kunstschilder

Dietzenbach ·
Dreieich ·
Egelsbach ·
Hainburg ·
Heusenstamm ·
Langen (Hessen) ·
Mainhausen ·
Mühlheim am Main ·
Neu-Isenburg ·
Obertshausen ·
Rödermark ·
Rodgau ·
Seligenstadt